# Sarre (Kent)
Sarre es una parroquia civil y un pueblo del distrito de Thanet, en el condado de Kent (Inglaterra).

## Geografía
Según la Oficina Nacional de Estadística británica, Sarre tiene una superficie de 2,71 km².

## Demografía
Según el censo de 2001, Sarre tenía 130 habitantes (52,31% varones, 47,69% mujeres) y una densidad de población de 47,97 hab/km². El 15,38% eran menores de 16 años, el 77,69% tenían entre 16 y 74 y el 6,92% eran mayores de 74. La media de edad era de 46,37 años. Del total de habitantes con 16 o más años, el 28,18% estaban solteros, el 56,36% casados y el 15,45% divorciados o viudos.
El 96,97% de los habitantes eran originarios del Reino Unido y el 3,03% de cualquier otro lugar salvo del resto de países europeos. Según su grupo étnico, todos los habitantes eran blancos. El cristianismo era profesado por el 79,55% y el budismo por el 2,27%, mientras que el 13,64% no eran religiosos y el 4,55% no marcaron ninguna opción en el censo.
78 habitantes eran económicamente activos, 75 de ellos (96,15%) empleados y 3 (3,85%) desempleados. Había 60 hogares con residentes y 11 vacíos.